# Liste von Persönlichkeiten der Stadt Hamilton (Ontario)
Diese Liste zählt Persönlichkeiten auf, die in der kanadischen Stadt Hamilton (Ontario) geboren wurden oder für das öffentliche bzw. kulturelle Leben der Stadt eine besondere Bedeutung besitzen.

## Söhne und Töchter der Stadt Hamilton
Folgende Persönlichkeiten sind in Hamilton geboren. Die Auflistung erfolgt chronologisch nach Geburtsjahr.

### 1801–1900

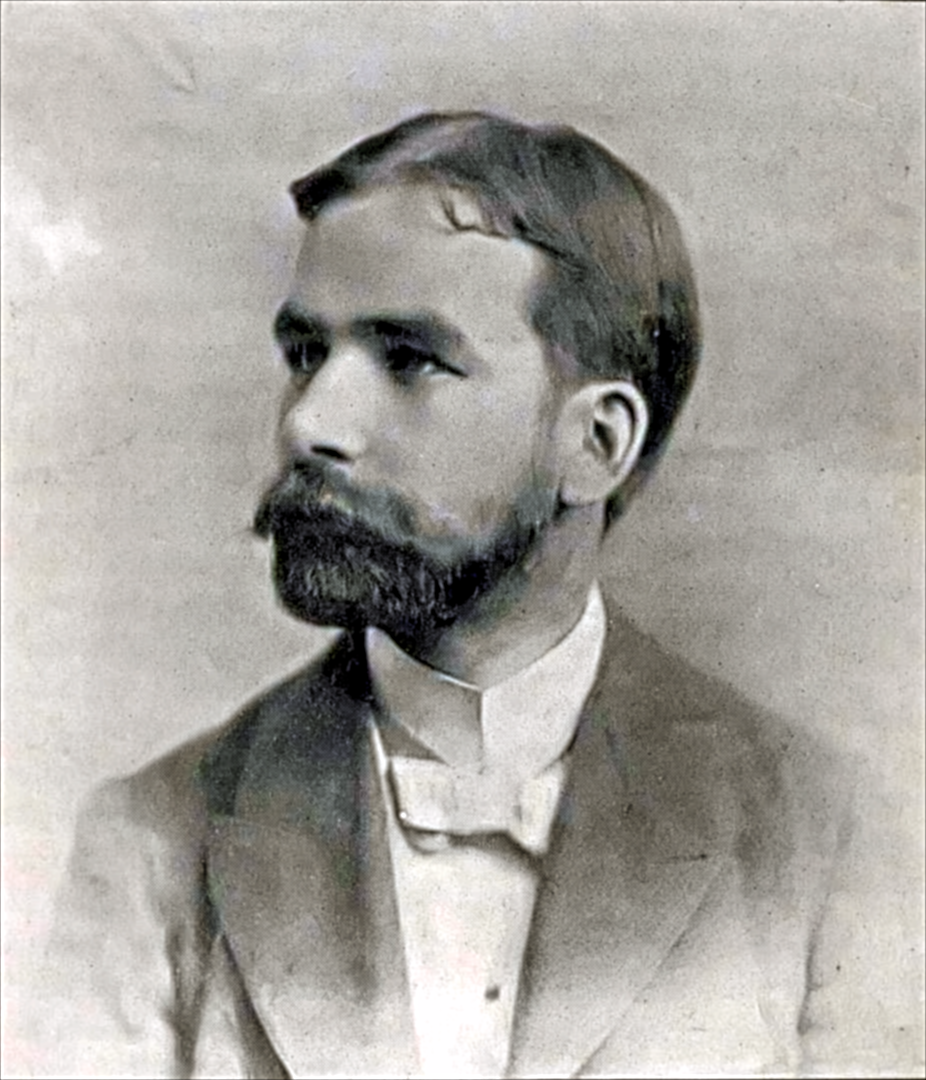
Robert Stanley Weir
(1856–1926)

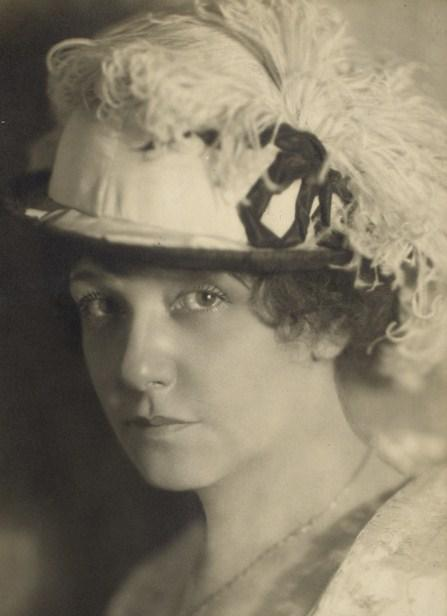
Jean Adair
(1873–1953)

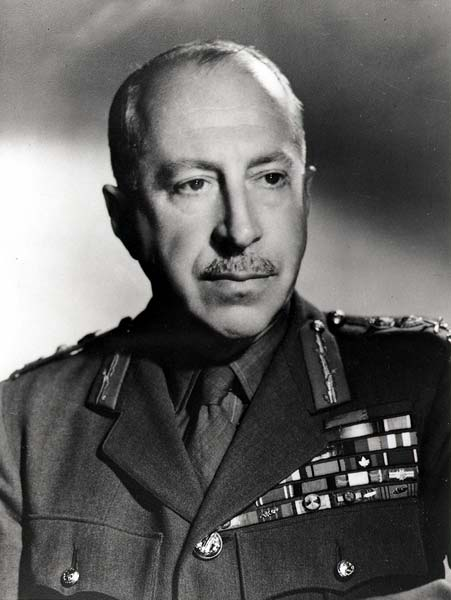
Henry Crerar
(1888–1965)

- Joseph Hopkins Millard (1836–1922), Politiker und Bankier
- James McMillan (1838–1902), US-amerikanischer Politiker kanadischer Herkunft
- Robert Stanley Weir (1856–1926), Dichter (O Canada)[1]
- William Douw Lighthall (1857–1954), Lyriker und Schriftsteller
- John Strathearn Hendrie (1857–1923), Offizier und Politiker
- William Blair Bruce (1859–1906), Maler
- John Charles Fields (1863–1932), Mathematiker
- William Parks (1868–1936), Paläontologe
- Louise Duffield Cummings (1870–1947), Mathematikerin
- Harry Macdonough (1871–1931), Sänger
- Jean Adair (1873–1953), Schauspielerin
- Effie J. Taylor (1874–1970), Krankenschwester und Präsidentin des International Council of Nurses
- Billy Sherring (1878–1964), Leichtathlet
- Jack Caffery (1879–1919), Leichtathlet
- Otto Roehm (1882–1958), kanadisch-US-amerikanischer Ringer
- Hortense Gordon (1886–1961), Malerin
- Florence Lawrence (1886–1938), Schauspielerin
- Joseph Anthony O’Sullivan (1886–1972), römisch-katholischer Geistlicher
- Henry Crerar (1888–1965), General im Zweiten Weltkrieg
- Douglass Dumbrille (1889–1974), kanadisch-US-amerikanischer Schauspieler
- Charles Coughlin (1891–1979), Priester der römisch-katholischen Kirche
- Babe Dye (1898–1962), Eishockeyspieler

### 1901–1940

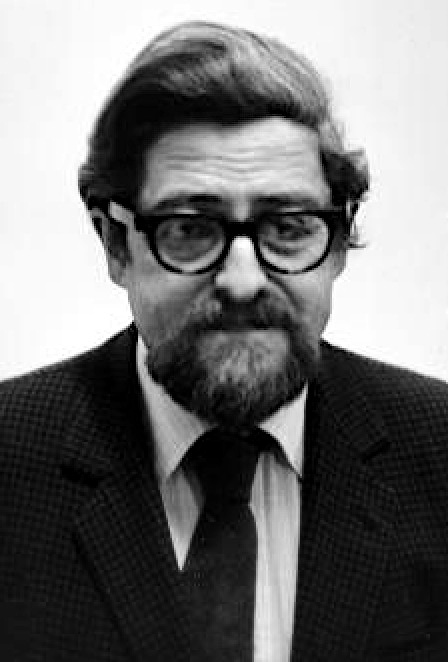
Louis Nirenberg
(1925–2020)

- Earl Eastwood (1905–1968), Ruderer[2]
- Ellen Fairclough (1905–2004), Politikerin
- George MacDonald (1906–1997), Ruderer[3]
- Robert Beatty (1909–1992), Schauspieler
- Ray Lewis (1910–2003), Leichtathlet
- Jack Kent Cooke (1912–1997), Medienunternehmer
- Joseph John Harris (1912–1974), Ruderer[4]
- Jackie Callura (1914–1993), Boxer im Federgewicht
- Birchall Pearson (1914–1960), Leichtathlet, Sprinter
- Lionel Coleman (1918–1941), Radrennfahrer
- Win Mortimer (1919–1998), Comiczeichner
- Jackie Washington (1919–2009), Bluesmusiker
- Jonathan Frid (1924–2012), Theater-, Fernseh- und Filmschauspieler
- William Winegard (1924–2019), Politiker
- Louis Nirenberg (1925–2020), Mathematiker
- Paul Francis Reding (1925–1983), Geistlicher
- Rick Wilkins (* 1927), Komponist, Arrangeur, Saxophonist und Dirigent
- Gene Lees (1928–2010), Journalist
- Peter Broeker (1929–1980), Autorennfahrer
- Robert N. Clayton (1930–2017), kanadisch-US-amerikanischer Geochemiker und Kosmochemiker
- William H. Jarvis (1930–2016), Rechtsanwalt und Politiker
- John Munro (1931–2003), Jurist und Politiker
- Harry Howell (1932–2019), Eishockeyspieler, -trainer, -funktionär und, -scout
- Ken Laufman (* 1932), Eishockeyspieler
- Irene MacDonald (1933–2002), Wasserspringerin
- Ron Murphy (1933–2014), Eishockeyspieler und -trainer
- George Marskell (1935–1998), römisch-katholischer Ordensgeistlicher, Prälat von Itacoatiara in Brasilien
- Sonny Greenwich (* 1936), Jazzgitarrist
- Murray Oliver (1937–2014), Eishockeyspieler, -trainer und -scout
- Robert Daigneault (* 1940), Komponist

### 1941–1950

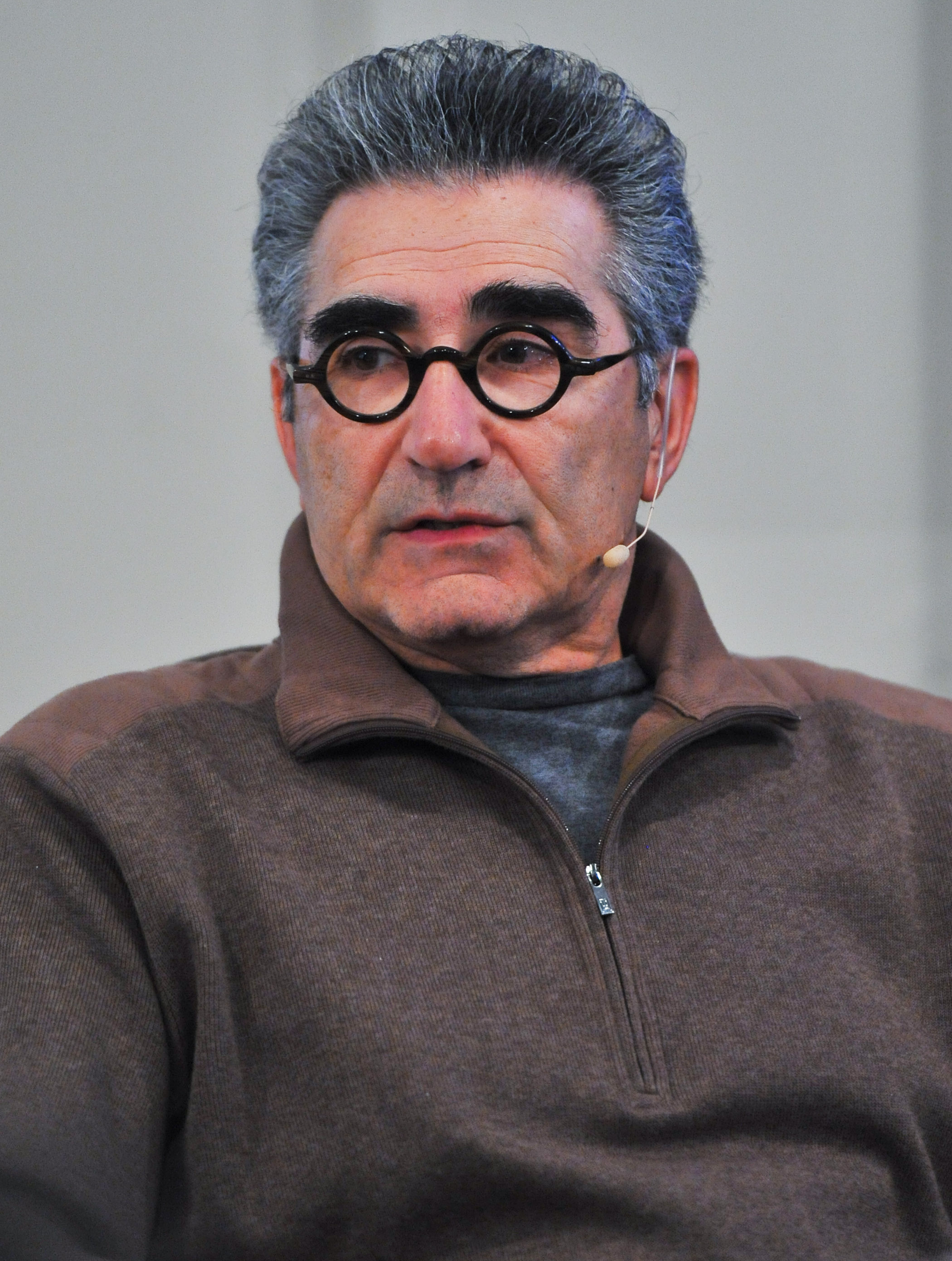
Eugene Levy
(* 1946)

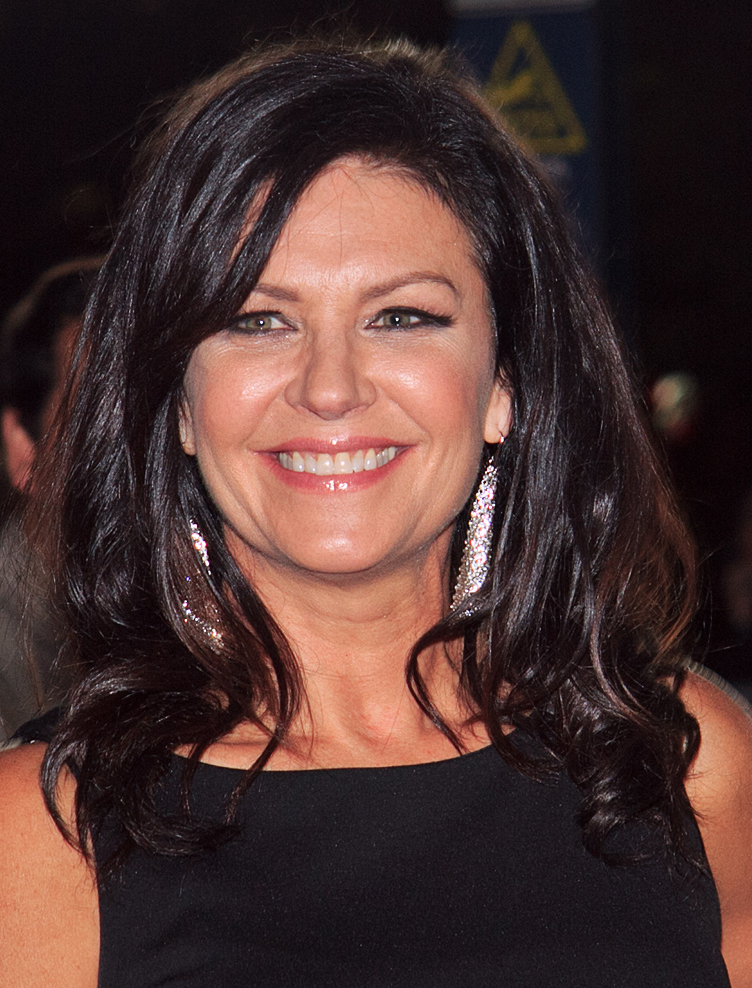
Wendy Crewson
(* 1956)

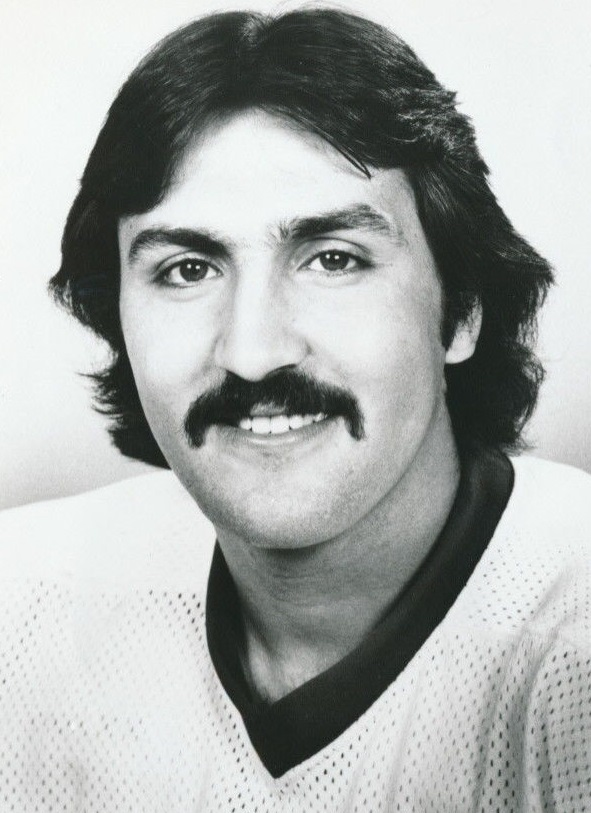
John Tonelli
(* 1957)

- Dave Dryden (1941–2022), Eishockeytorwart und -trainer
- Pat Quinn (1943–2014), Eishockeyspieler und -trainer
- Skip Prokop (1943/44–2017), Schlagzeuger, Songwriter, Bandleader, Produzent und Radiomoderator
- Linda Thom (* 1943), Sportschützin
- James Arthur (* 1944), Mathematiker
- Wendy Griner (* 1944), Eiskunstläuferin
- Hugh Hartwell (* 1945), Komponist
- Eugene Levy (* 1946), Schauspieler
- Clifford Will (* 1946), Physiker
- Ken Dryden (* 1947), Eishockeyspieler und Politiker
- Toller Cranston (1949–2015), Eiskunstläufer
- Stan Rogers (1949–1983), Folk Sänger
- Al McDonough (* 1950), Eishockeyspieler
- Martin Short (* 1950), Drehbuchautor

### 1951–1960
- Karen Kain (* 1951), Balletttänzerin
- Sheila Copps (* 1952), Politikerin
- Charles Cozens (* 1952), Dirigent, Arrangeur, Komponist, Akkordeonist und Pianist
- Steve Negus (* 1952), Schlagzeuger
- Neil Peart (1952–2020), Schlagzeuger und Texter der Rockband Rush
- Patrick Pugliese (1952–2020), Wasserballspieler
- Frank Augustyn (* 1953), Balletttänzer
- Blake Dunlop (* 1953), Eishockeyspieler
- Dennis Ververgaert (* 1953), Eishockeyspieler
- Brian Chewter (1954–2020), Radrennfahrer
- Gordon W. Zealot (* 1954), Künstler
- Don Edwards (* 1955), Eishockeyspieler und -trainer
- Adriane Muttenthaler (* 1955), Jazzmusikerin
- Regan Russell (1955–2020), Tierschutzaktivistin
- Wendy Crewson (* 1956), Schauspielerin
- Jimmy Nicholl (* 1956), nordirischer Fußballspieler und -trainer
- Dave Sim (* 1956), Comiczeichner
- John Tonelli (* 1957), Eishockeyspieler
- Al Jensen (* 1958), Eishockeyspieler

### 1961–1980

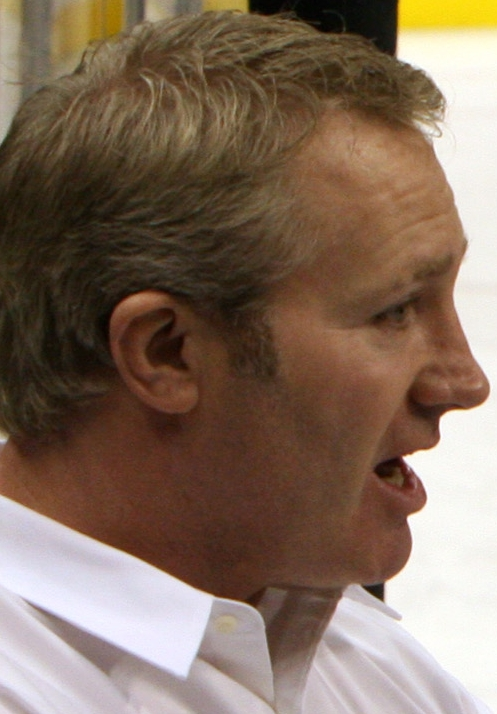
Marty McSorley
(* 1963)

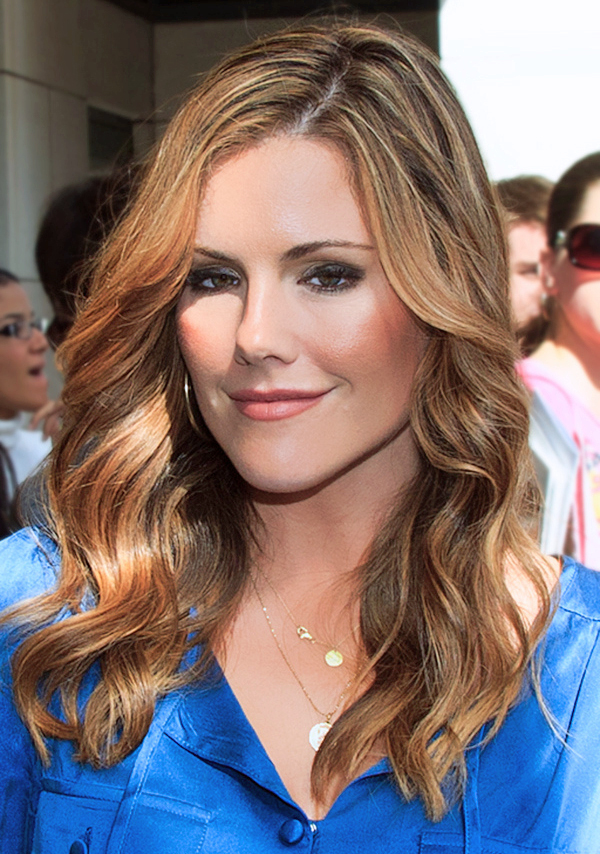
Kathleen Robertson
(* 1973)

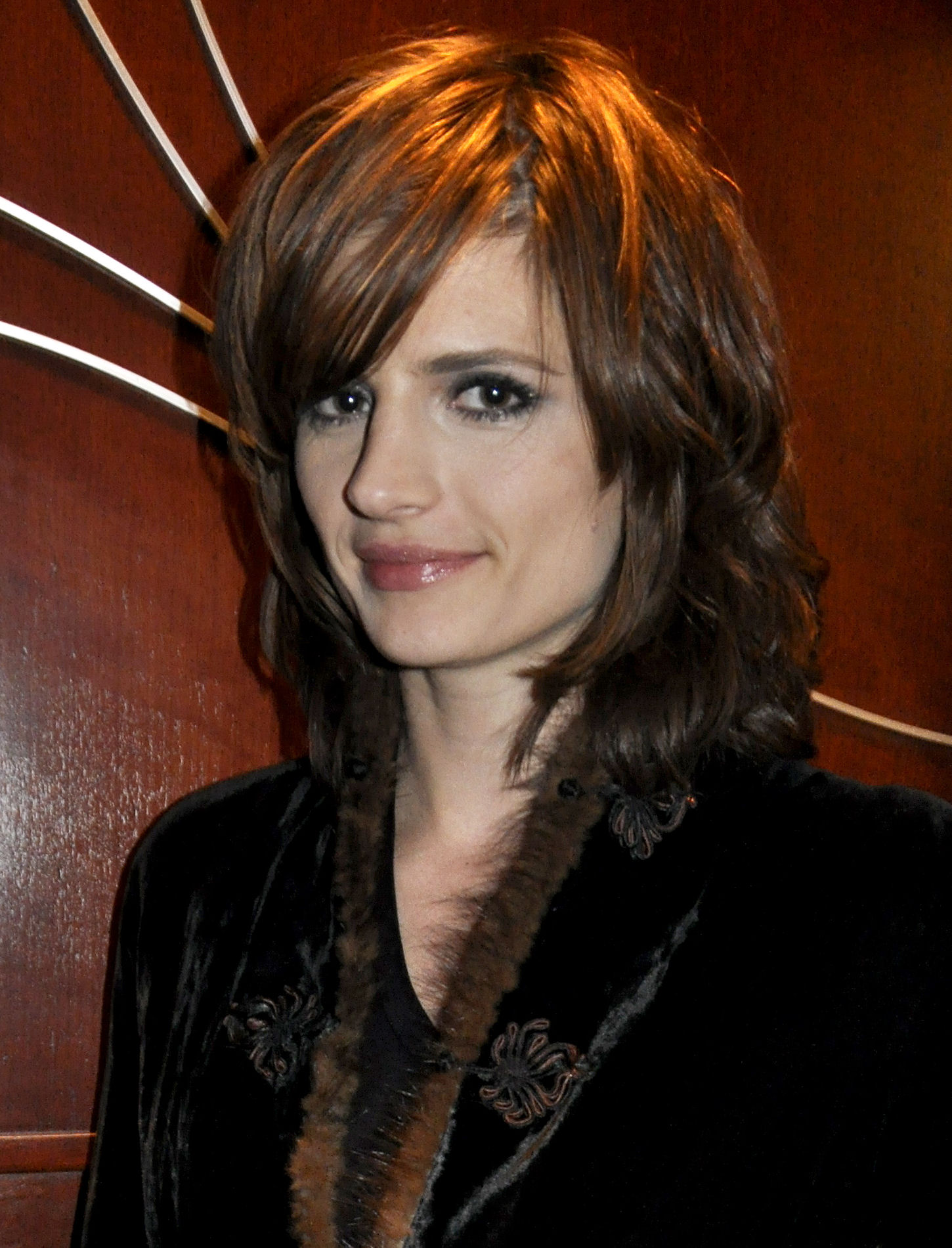
Stana Katić
(* 1978)

- Gregory Bittman (* 1961), römisch-katholischer Geistlicher, Bischof von Nelson
- Jamie Macoun (* 1961), Eishockeyspieler
- Emilio Iovio (* 1962), italo-kanadischer Eishockeyspieler
- Steve Mann (* 1962), Informatiker
- Chris McSorley (* 1962), Eishockeyspieler, -trainer und Mitbesitzer des Genève-Servette HC
- Ric Nattress (* 1962), Eishockeyspieler
- Dave Andreychuk (* 1963), Eishockeyspieler
- Joe Cirella (* 1963), Eishockeyspieler und -trainer
- Marty McSorley (* 1963), Eishockeyspieler und -trainer
- Allan Bester (* 1964), Eishockeyspieler
- Ray Lazdins (* 1964), Diskuswerfer
- Angela Featherstone (* 1965), Schauspielerin
- Rufus Cappadocia (* 1967), Cellist
- Nelson Emerson (* 1967), Eishockeyspieler und -trainer
- Bryan Genesse (* 1967), Schauspieler
- Currie Graham (* 1967), kanadisch-US-amerikanischer Schauspieler
- Derek King (* 1967), Eishockeyspieler und -trainer
- Doug Saunders (* 1967), britisch-kanadischer Journalist und Autor
- Gordon Michael Woolvett (* 1970), Schauspieler
- Catherine McKenna (* 1971), Politikerin[5]
- Ryan Kuwabara (* 1972), kanadisch-japanischer Eishockeyspieler
- Kathleen Robertson (* 1973), Schauspielerin
- Steve Staios (* 1973), kanadischer Eishockeyverteidiger und -funktionär mazedonischer Herkunft
- Nicole Stevenson (* 1973), Leichtathletin
- Diana Panton (* 1974), Jazzsängerin
- Manjul Bhargava (* 1974), kanadischer Mathematiker indischer Herkunft
- Todd Harvey (* 1975), Eishockeyspieler
- Joanne Malar (* 1975), Schwimmerin
- Jessica Rakoczy (* 1977), Boxerin
- Stana Katić (* 1978), kanadisch-US-amerikanische Schauspielerin
- Luke Kirby (* 1978), Schauspieler
- Kapwani Kiwanga (* 1978), kanadisch-französische Künstlerin
- Adam Mair (* 1979), Eishockeyspieler

### 1981–2000

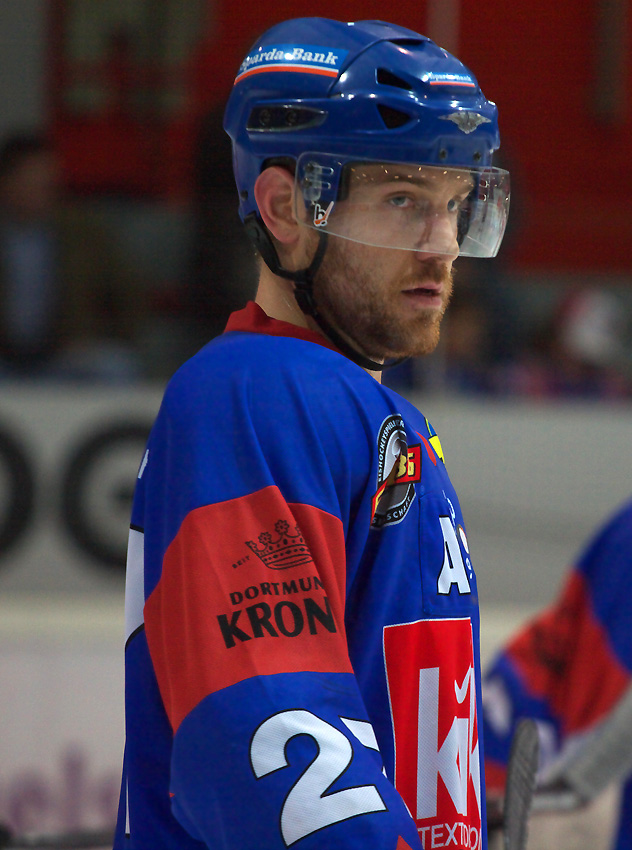
T. J. Sakaluk
(* 1983)

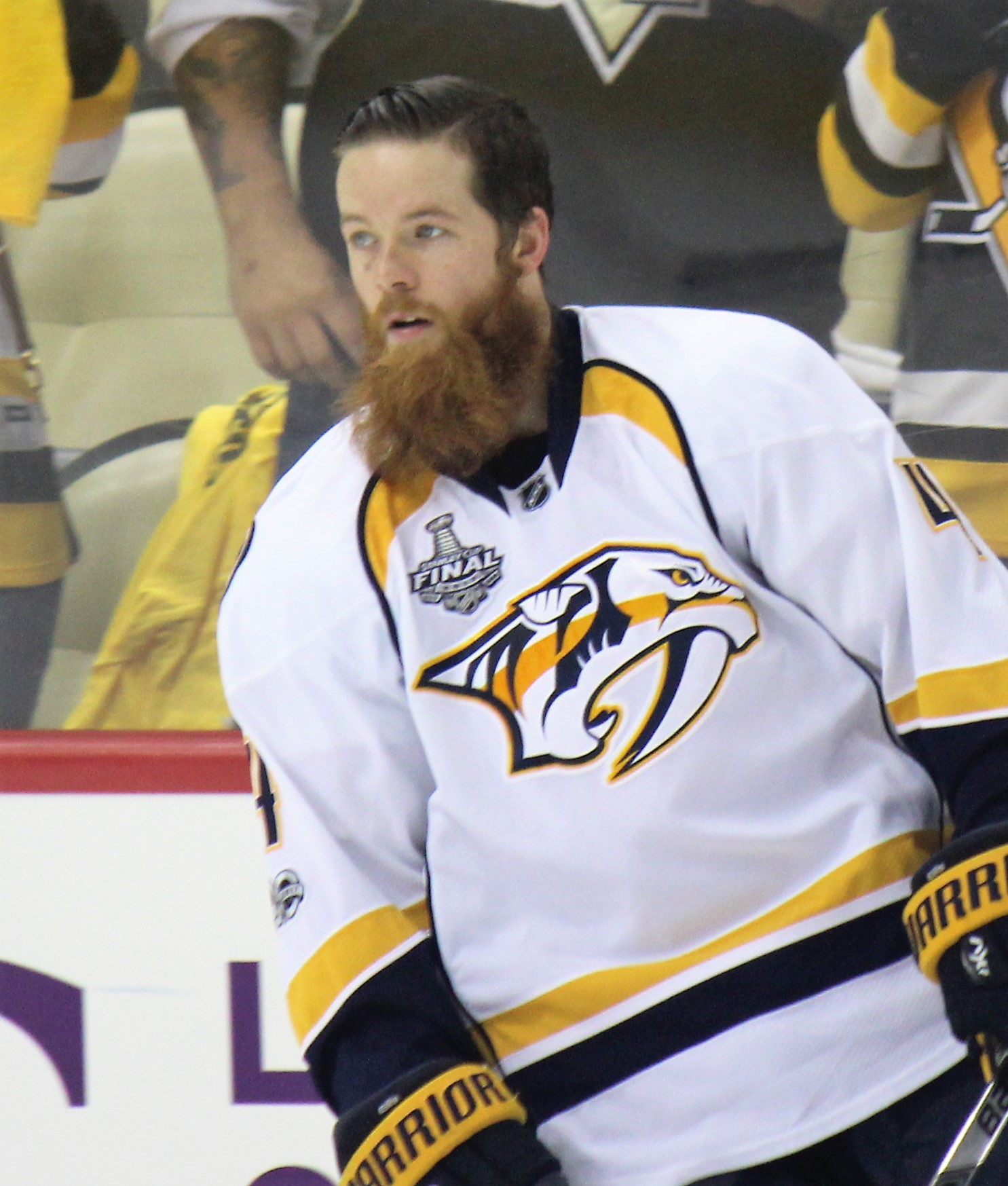
Ryan Ellis
(* 1991)

- James Gillingham (* 1981), Basketballspieler
- Brian McGrattan (* 1981), Eishockeyspieler
- Caissie Levy (* 1981), kanadisch-amerikanische Musicaldarstellerin, Schauspielerin und Sängerin
- Melissa Tancredi (* 1981), Fußballspielerin
- Ray Emery (1982–2018), Eishockeyspieler
- Brian Melo (* 1982), Sänger
- Kathleen Munroe (* 1982), Schauspielerin
- Josh Soares (* 1982), italo-kanadischer Eishockeyspieler
- T. J. Sakaluk (* 1983), Eishockeyspieler
- Joey Tenute (* 1983), Eishockeyspieler
- Wade MacNeil (* 1984), Sänger und Gitarrist
- Jeremiah Brown (* 1985), Ruderer[6]
- Austin Collie (* 1985), American-Football-Spieler
- Ashley Leggat (* 1986), Schauspielerin
- Renard Queenston (* 1988), Elektronik-Musiker und Spieldesigner
- Kylie Bunbury (* 1989), Schauspielerin
- Teal Bunbury (* 1990), US-amerikanisch-kanadischer Fußballspieler
- Ben Chiarot (* 1991), Eishockeyspieler
- Ryan Ellis (* 1991), Eishockeyspieler
- Laura Fortino (* 1991), Eishockeyspielerin[7]
- Ryan O’Connor (* 1992), Eishockeyspieler
- Mark Visentin (* 1992), Eishockeytorwart
- Mark Jankowski (* 1994), Eishockeyspieler
- Renata Fast (* 1994), Eishockeyspielerin
- Ben Harpur (* 1995), Eishockeyspieler
- Eleanor Harvey (* 1995), Florettfechterin
- Madeleine Kelly (* 1995), Mittelstreckenläuferin
- Darnell Nurse (* 1995), Eishockeyspieler
- Robert Heppenstall (* 1997), Mittelstreckenläufer
- Matthew Passalent (* 1997), Volleyballspieler

### 21. Jahrhundert
- Samuel Cooper (* 2001), Volleyballspieler
- James Hedgcock (* 2001), Radsportler
- Theo Corbeanu (* 2002), kanadisch-rumänischer Fußballspieler

## Personen mit Beziehung zu Hamilton

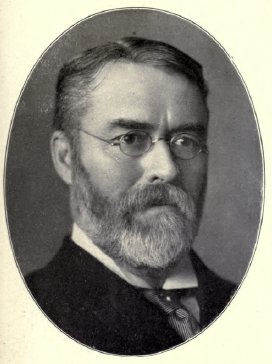
John Morison Gibson
(1842–1929)

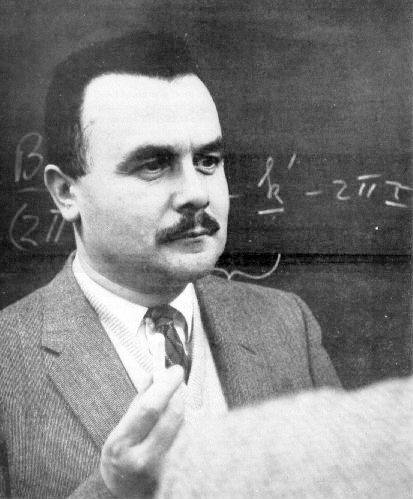
Bertram Brockhouse
(1918–2003)

- John Morison Gibson (1842–1929), Offizier und Politiker
- Thomas Willson (1860–1915), Erfinder und Unternehmer
- Robert Kerr (1882–1963), Leichtathlet, Olympiasieger und Sportfunktionär
- Jonathan Hale (1891–1966), Filmschauspieler
- Harold Johns (1915–1998), Medizinphysiker und Pionier der Strahlentherapie
- Bertram Brockhouse (1918–2003), Physiker
- Devan Nair (1923–2005), Staatspräsident von Singapur
- Fraser Mustard (1927–2011), Mediziner
- Tim Horton (1930–1974), Eishockeyspieler
- Alan Walker (* 1930), britisch-kanadischer Musikwissenschaftler und Liszt-Forscher
- David Sackett (1934–2015), Mediziner
- Barbara Amiel (* 1940), britisch-kanadische Journalistin und Schriftstellerin
- Dave Young (* 1940), Kontrabassist
- Leon Pownall (1943–2006), Schauspieler, Autor und Schauspiellehrer
- Steve Smith (* 1945), Komiker, Schauspieler, Drehbuchautor, Fernsehproduzent und Regisseur
- Ivan Reitman (1946–2022), Filmregisseur und -produzent
- Daniel Lanois (* 1951), Musiker und Musikproduzent
- Willie Huber (1958–2010), kanadischer Eishockeyverteidiger deutscher Herkunft
- Stephen Elop (* 1963), Manager
- Floria Sigismondi (* 1965), italienisch-kanadische Fotografin und Regisseurin
- Keith Primeau (* 1971), Eishockeystürmer
- Nick Cordero (1978–2020), Schauspieler und Musiker
- Matt Campbell (* 1989), Dartspieler